# Poetschia cratincola
Poetschia cratincola är en svampart som först beskrevs av Rehm, och fick sitt nu gällande namn av Hafellner 1979. Poetschia cratincola ingår i släktet Poetschia och familjen Patellariaceae.   Inga underarter finns listade i Catalogue of Life.